# ラケシス (小惑星)
ラケシス (120 Lachesis) は、小惑星帯に位置するとても大きくて暗い小惑星の一つ。C型小惑星に分類され、主として炭素でできている。1872年4月10日にフランスの天文学者、アルフォンス・ルイ・ニコラ・ボレリーにより発見され、ギリシア神話に登場するモイライの次女の名前にちなんで命名された。1999年にアメリカ合衆国南西部でラケシスによる掩蔽が観測された。